# Бегай, Байрам
Байрам Бегай (алб. Bajram Begaj; род. 20 марта 1967, Ррогожине, Народная Республика Албания) — албанский государственный, военный и политический деятель. В 2022 году избран президентом Албании. Вступил в должность 24 июля 2022 года.
С июля 2020 по июнь 2022 года занимал должность начальника Генерального штаба албанских вооружённых сил. 3 июня 2022 года был официально выдвинут правящей Социалистической партией кандидатом в четвёртом туре президентских выборов. После вступления в должность стал пятым в истории Албании президентом, имеющим военное прошлое, после Ахмета Зогу, Рамиза Алии, Альфреда Мойсиу и Буяра Нишани.

## Биография

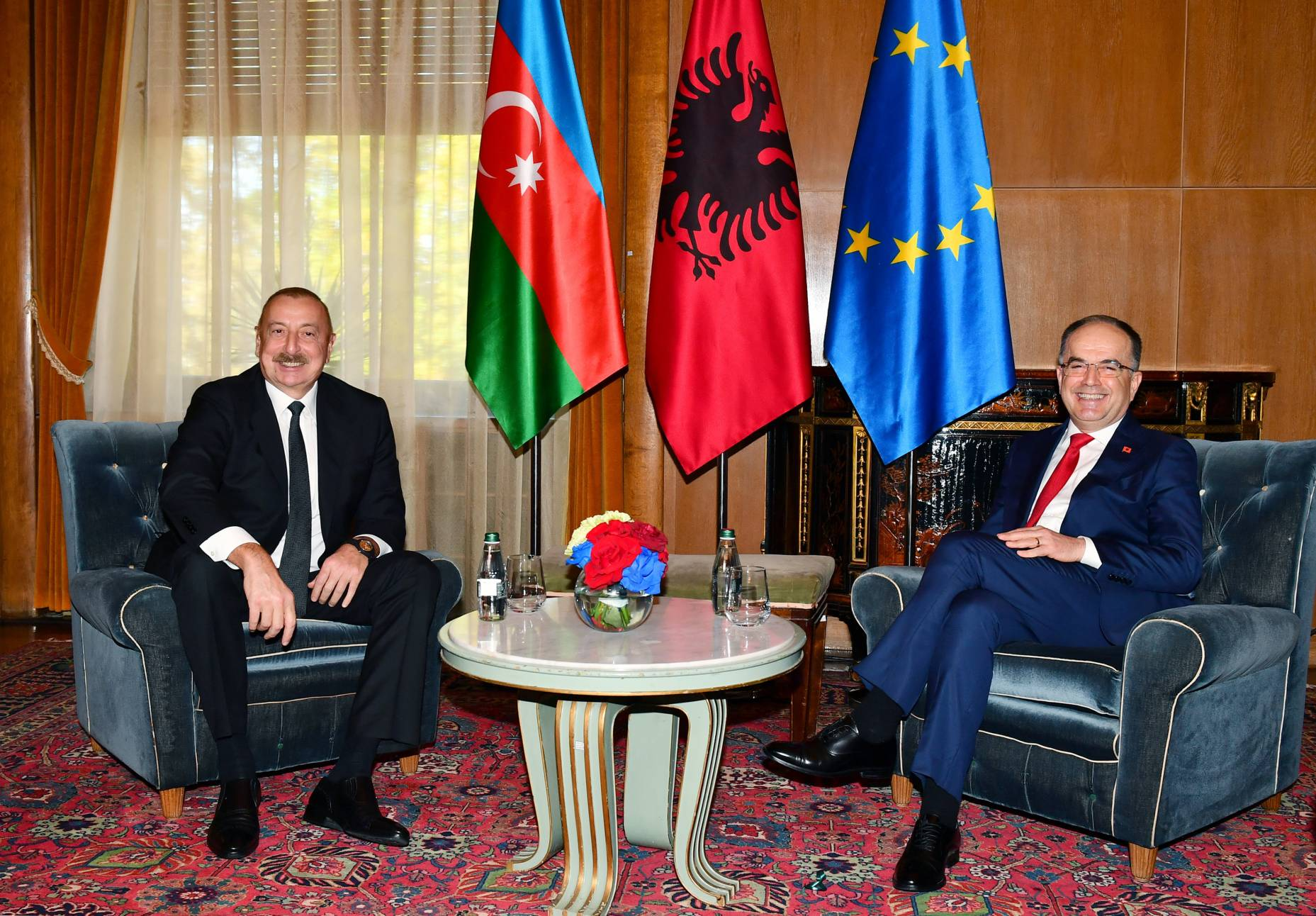
Ильхам Алиев и Байрам Бегай

Родился 20 марта 1967 года в Ррогожине. В 1989 году окончил Медицинский университет Тираны и стал действующим военным врачом в 1998 году. Имеет профессиональную докторскую степень, звание «доцента» в области медицины. Женат и имеет двух сыновей.
За свою 31-летнюю военную карьеру принял участие во многочисленных учебных семинарах и прошёл курсы по безопасности и обороне, закончил Высшую медицинскую школу последипломного образования, прошёл последипломную специализацию по гастрогепатологии, курсы менеджмента и курс стратегического медицинского лидерства в Соединённых Штатах Америки, специализированный курс медицины и курс здравоохранения в Греции.
Занимал различные военные должности, в том числе: начальника военно-медицинской части и заместителя военного директора, директора военного госпиталя Тираны, директора санитарной инспекции и т. д. В июле 2020 года был назначен начальником Генерального штаба вооружённых сил Албании и вступил в должность в том же месяце.
4 июня 2022 года был избран Народным собранием Албании на должность президента при 78 голосах «за», 4 «против» и 1 воздержавшемся. 57 депутатов от оппозиции бойкотировали голосование, заявив, что процесс выдвижения кандидатов был незаконным. Сменил Илира Мету и вступил в должность 24 июля 2022 года.

## Награды
- Международная премия Низами Гянджеви (2024 год, Международный центр Низами Гянджеви, Азербайджан)[8]